# Де ла Роча, Зак
Зак де ла Роча (англ. Zack de la Rocha, Зака́риас Мануэ́ль де ла Роча (исп. Zacarías Manuel de la Rocha); 12 января 1970, Лонг-Бич, Калифорния) — американский музыкант (рэпер), автор песен и общественный деятель. Наибольшую известность получил как вокалист рок-группы Rage Against the Machine. После распада группы в 2000 году начал скромную и непостоянную сольную карьеру, после воссоединения группы в 2007 году продолжил своё участие в ней.
Мексиканского происхождения  (отцом Зака был прославленный мексиканский художник, мать работала помощницей учителя, сам Зак жил на две семьи). Известен своими левыми политическими взглядами (сторонник анархо-социализма); в частности, в своих песнях выступал против полицейского произвола и продолжения ведения США боевых действий в Ираке. Является вегетарианцем и защитником прав животных.
В 2006 году он был помещён на 38-ю позицию в списке 100 лучших певцов всех времён изданием «Hit Parader». В 2009 году был поставлен на 26-е место в списке 50 лучших хеви-метал фронтменов всех времён, по мнению Roadrunner Records.

## Ранний период жизни
Зак родился в Лонг-Бич 12 января 1970 года мексиканско-американского художника Роберта де ла Роча и Оливии Картер. Родители будущего музыканта развелись,когда ему было лишь шесть лет.Он вместе с матерью переехал в Ирвайн.Де ла Роча описывал этот город как "один из самых расистских городов".

## Музыкальная карьера

### Ранняя карьера
В младшей школе Зак познакомился с Тимом Коммерфордом из-за общих интересов к гитаре.За счёт этого они собрали свою первую панк-рок группу под названием Juvenile Expression. Интерес к хардкору появился у Зака благодаря таким группам как The Clash, Misfits, Bad Relegion,Bad Brains, The Teen Idles. В 1987 де ла Роча присоединяется к стрейтэдж группе Hard Stance, материалы которых официально был выложен лишь в 2018 году

### Inside Out
В 1988 году вокалист Эрик Эрнст покидает Hard Stance,из-за чего на роль вокалиста встать пришлось Заку. Теперь , когда гитариста в группе не было, участники группы связались с гитаристом Виком Дикаром. Группу переименовали в Inside Out.Под таким названием они выпустили один EP No Spiritual Surrender 1990 года.
Между Заком и Виком были конфликты в сторону музыки. Зак хотел,чтобы тексты песен были более политичными и в жанре хип-хопа, в то время как Дикар хотел делать музыку в стиле Харе Кришна.Позже Вик создал группу 108 на тему Харе Кришны. В итоге группа распалась в 1991 году из-за многочисленных конфликтов

### Rage against the machine
После распада Inside Out де ла Роча увлёкся хип-хопом и начал заниматься фристайлом в местных клубах, в одном из которых его повстречал Том Морелло, лидер недавно распавшейся группы Lock Up. Его впечатлили литературные навыки Зака. Он убедил вокалиста создать группу. Они взяли к себе барабанщика Брэда Уилка, который ходил на слушанье нового барабанщика в Lock Up, и Коммерфорда на роль басиста.Новая группа была названа в честь не вышедшего альбома Inside Out под названием Rage Against The Machine.
В 1992 году группа выпускает дебютный альбом на лейбле Epic Records. Альбом получил признание и успех. В 1993 году они выступали на фестивале Lollapalooza,что дало начинающей группе популярности
Второй и третий альбом достигли первой позиции в США, но это не привело к политическим действиям, на которые надеялся Зак. В 2000 году он покидает группу из-за творческих разногласий по поводу записи альбома Renegades. Из-за ухода вокалиста группа распалась.

### Сольное творчество
После распада группы Де ла Роча занялся сольным альбомом, который он записывал ещё во время существования RATM,работая с такими исполнителями как DJ Shadow, Muggs, Roni Size  и другие. Материал так и не был выложен. Зак начал совместную работу с Трентом Резнором,в ходе которой они записали 20 треков. Резнор признавал материал превосходным, но песни скорее всего никогда не будут выпущены из-за того,что де ла Роча не готов выпускать пластинку. О работе с DJ Shadow Зак говорил следующее:
Когда я ушел из Rage... во-первых, я был очень убит горем, а во-вторых, я стал одержим идеей  заново изобрести велосипед. В какой-то степени нездоровым образом. Я как бы забыл тот старый способ позволить себе быть просто проводником. Когда я работал с Трентом и Shadow, я чувствовал, что я просто следую за собой. Не то чтобы то, что было сделано, было не очень здорово, но теперь я чувствую, что, возможно, я заново изобрел базовые звуки, которые исходят из песен.
В 2003 году на фоне войны в Ираке Зак выпускает онлайн совместно с DJ Shadow трек. В рамках сотрудничества де ла Роча завявил:
Ложь, санкции и крылатые ракеты никогда не создавали свободного и справедливого общества. Только обычные люди могут это сделать, поэтому я присоединяюсь к миллионам людей по всему миру, которые выступили против попыток администрации Буша расширить империю США за счет прав человека дома и за рубежом. В этом духе я выпускаю эту песню для всех, кто готов ее слушать. Я надеюсь, что она не только заставит нас задуматься, но и вдохновит нас действовать и возвышать свой голос

### Воссоединение Rage Against The Machine
В 2007 году ходили слухи о том, что RATM выступят на фестивале Коачелла. Догадки фанатов группы подтвердились 22 января того же года. Утверждалось, что музыканты будут хедлайнерами в последний день фестиваля 2007 года 29 апреля. Предполагалось,что выступление будет одноразовым, но они отыграли ещё 7 концертов, а в следующем 2008 году группа впервые выступали за пределами Америки.Группа продолжала давать концерты, выступая хедлайнерами, включая  Lollapalooza. В 2008 на интервью Зак сказал о отношениях между участниками группы следующее:
Так много изменилось. Когда становишься старше, оглядываешься на напряженность и обиды и смотришь на них по-другому. Думаю, наши отношения сейчас лучше, чем когда-либо. Я бы даже описал их как отличные. Мы собираемся продолжать выступать — у нас есть пара больших концертов перед обеими конвенциями. Что касается записи музыки в будущем, я не знаю, как мы все вписываемся в это. Мы все приняли проекты друг друга и поддерживаем их, и это здорово.
В следующий раз группа воссоединилась в 2020 году. Музыканты собирались дать 52 концерта, но из-за пандемии Короновируса их пришлось отменить,отложив его до 2022 года, В конечном итоге тур был отменён из-за того, что Зак де ла Роча порвал сухожилия на втором концерте.

### One Day as a Lion
В 2008 году де ла Роча и бывший барабанщик  Mars Volta Джон Теодор сформировали супергруппу One Day as a Lion. Вскоре к ним в группу присоединился  Джоуи Карама из группы  The Locust для игры на клавишных на живых выступлениях .Они выпустили всего один одноимённый EP 22 июля 2008 года.

## Примечание
1. ↑  Zack de la Rocha Playing Guitar With Los Tigeres del Norte | FeelNumb.com. Дата обращения: 27 января 2013. Архивировано 6 февраля 2013 года.
2. ↑  Two decades of Rage | Green Left Weekly. Дата обращения: 27 января 2013. Архивировано 6 февраля 2013 года.
3. ↑  Tao, Paul. Anti Records Signs One Day as a Lion. Absolutepunk.net (1 июля 2008). Дата обращения: 2 июля 2008. Архивировано 6 февраля 2013 года.
4. ↑  [Де ла Роча, Зак (англ.) на сайте AllMusic One Day as a Lion] at Allmusic
5. ↑  30 лет назад вышел самый злой рок-альбом 1990-х. За что весь мир полюбил Rage Against The Machine? Архивная копия от 4 декабря 2022 на Wayback Machine // Лента. Ру, 9 ноября 2022
6. ↑  Hit Parader’s Top 100 Metal Vocalists of All Time (англ.). Дата обращения: 16 июня 2010. Архивировано 6 февраля 2013 года.
7. ↑  THE 50 GREATEST METAL FRONT-MEN OF ALL TIME! (англ.). Дата обращения: 8 декабря 2011. Архивировано 6 февраля 2013 года.
8. 1 2  March Of Death. web.archive.org (25 февраля 2007). Дата обращения: 29 декабря 2024. Архивировано 25 февраля 2007 года.